# أمادو موراليس
أمادو موراليس (بالإنجليزية: Amado Morales) هو منافس ألعاب قوى أمريكي، ولد في 22 يوليو 1947.

## وصلات خارجية
- أمادو موراليس على موقع الاتحاد الدولي لألعاب القوى (الإنجليزية)
- أمادو موراليس على موقع اللجنة الأولمبية الدولية (الإنجليزية)
- أمادو موراليس على موقع أوليمبيديا (الإنجليزية)